# 꼬리털

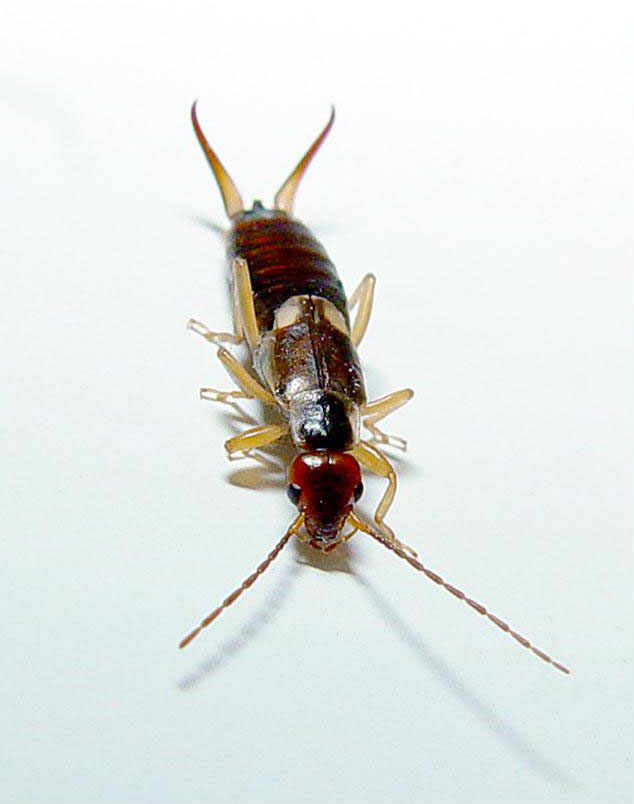
커다란 꼬리털(집게)이 달린 집게벌레(위쪽)

꼬리털(尾毛, cercus)은 보통 곤충과 결합강 등 많은 절지동물의 몸의 맨 끝 마디에서 보이는 한 쌍의 부속지이다. 감각기관으로 작동하나 일부는 교미용 또는 꼬집을 수 있는 무기로서 기능한다. 많은 곤충에서 단순 기능이 없는 흔적 기관으로 남아있다.
좀벌레 같은 초기 절지동물의 경우, 꼬리털이 배의 제11마디에 달린다. 제11마디는 절지동물들 대다수에서 퇴화해 있거나 없어졌기 때문에, 꼬리털이 제10배마디에서 나타나기도 한다. 그렇게 이름이 붙어진 다른 구조가 상동인지는 명확하지 않다. 결합강의 경우 방적돌기와 관련되어 있다.

## 형태 및 기능
꼬리털 대부분이 마디지고 합쳐져 있거나 실 모양이지만, 일부는 매우 다른 형태로 되어 있다. 집게좀붙이 등 일부 좀붙이의 경우, 먹잇감을 붙잡는 데에 사용하는 크고 단단한 겸자 형태의 꼬리털을 가지고 있다.
집게벌레목의 경우 겸자형 꼬리털을 가지는 것으로 잘 알려져 있으며 대부분의 종들이 이를 가지고 있으나 아릭세니아아목(Arixeniina)과 헤미메루스아목(Hemimerina)은 그런 형태의 꼬리털이 아니다. 얼마나 많은 집게벌레류가 방어밖에 사용하는지는 확실하지 않지만, 몇몇 종은 집게좀붙이과가 그러는 것처럼 꼬리털로 먹이를 붙잡는다.
귀뚜라미는 특정상 길다란 꼬리털을 가진 한편 다른 곤충들은 눈에 띄게 매우 작은 꼬리털을 가지기도 한다. 그러나, 작은 꼬리털이 기능이 없는지는 항상 확실하지 않다. 감각세포가 풍부하며 교미와 산란 지시에 중요하다.

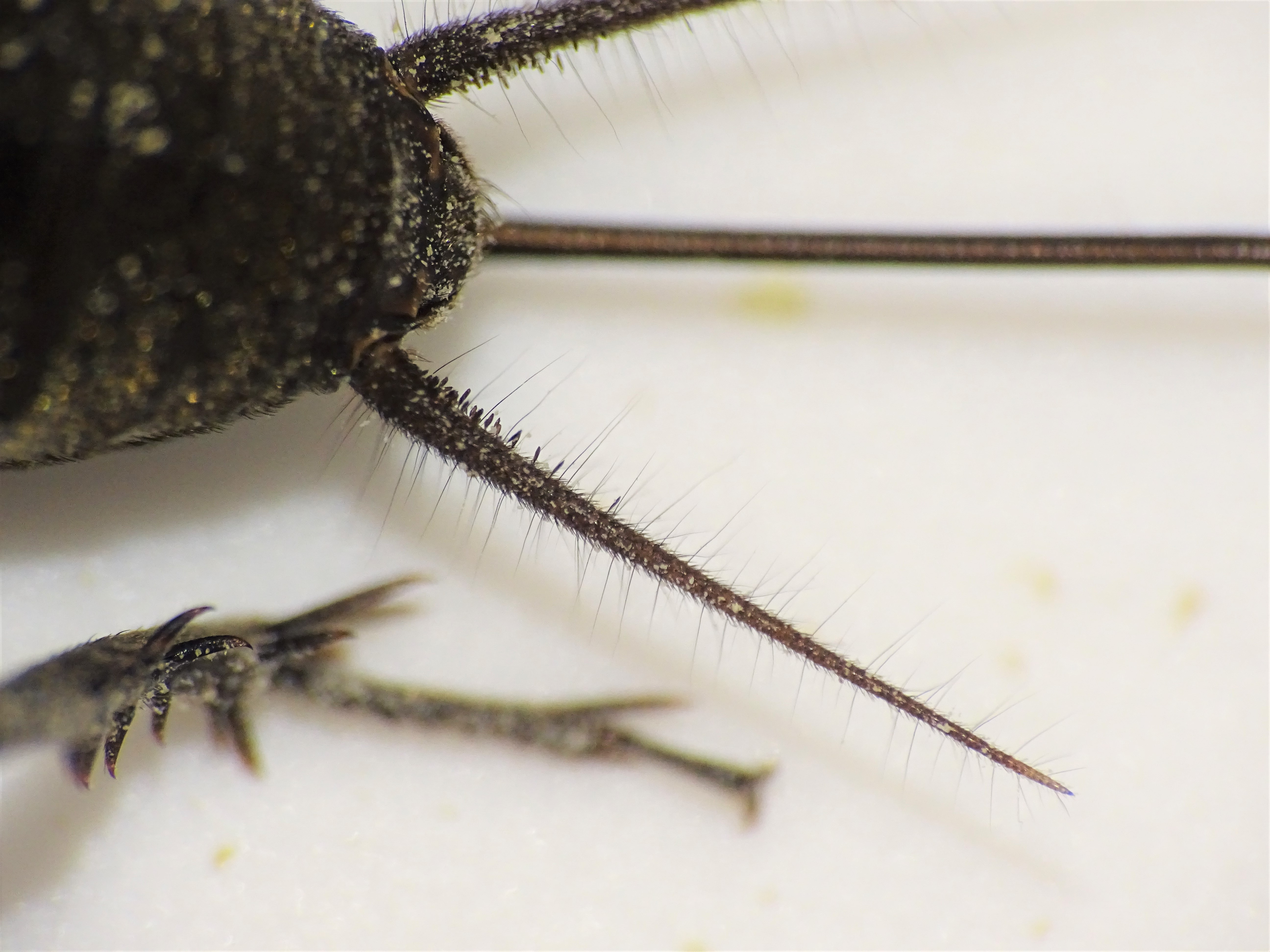
가을들판귀뚜라미(Gryllus pennsylvanicus) 암컷 성충의 꼬리털

귀뚜라미 및 바퀴벌레 등의 무리에 있는 꼬리털은 중요한 감각기의 역할을 맡는다. 공기 호흡 및 저주파 진동에 민감한 것으로 보여지며, 특정 천적에 반응하여 탈출하는 반포식 반응을 유발한다. 귀뚜라미아과에서 꼬리털에 의한 주파감지 범위는 초저주음부터 1kHz 근처에까지 걸쳐있다. 귀뚜라미의 경우, 마찰음 및 초음파의 박쥐 울음소리 등의 고주파음은 꼬리털이 아닌 별개의 고막 기관으로 가려낸다.
하루살이, 좀목, 좀붙이목 등의 육각류는 배 끝에서 뻗어나온 중앙미사가 달려 있다. 이것은 꼬리털과 관련이 없다.
진딧물은 튜브 모양의 꼬리뿔 또는 뿔관을 가지고 있으나 형태학상 꼬리털과 관련이 없다.

## 진화 기원
큰턱, 더듬이, 첨지 등 다른 절지동물의 신체 일부처럼, 꼬리털도 머리와 앞몸마디 뒤로 각각의 마디마다 한 쌍의 다리가 달리는 지렁이 같이 생긴 발톱벌레, 결합강 또는 순각강을 닮은 원시 절지동물(또는 원시 곤충)의 다리에서 기원한 것으로 여겨진다.

## 사진

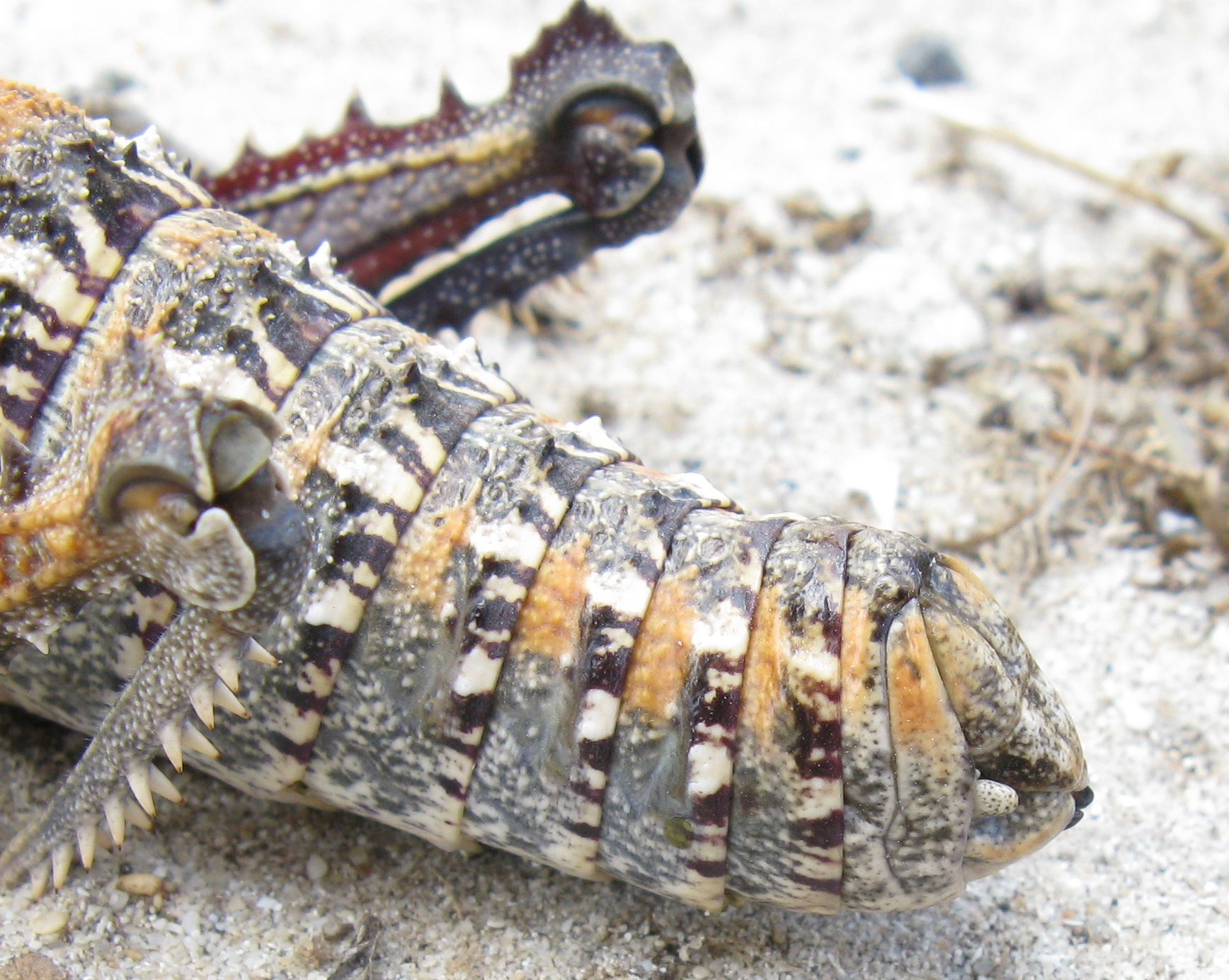
주름메뚜기류의 배에 나 있는 짧은 꼬리털
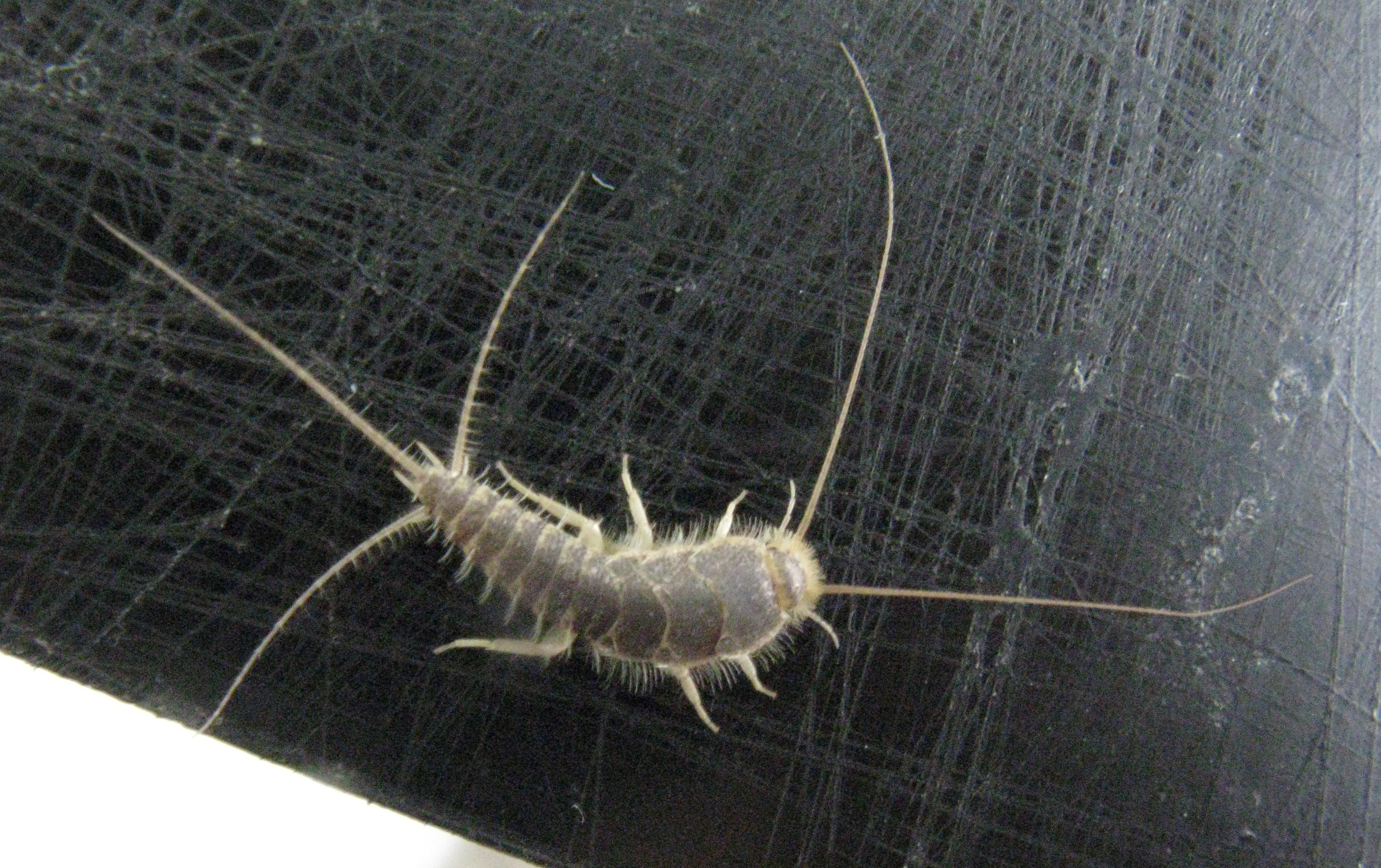
크테놀레피스마속(Ctenolepisma)의 길다란 감각꼬리털과 중앙미사 및 그 사이에 달린 한 쌍의 첨지
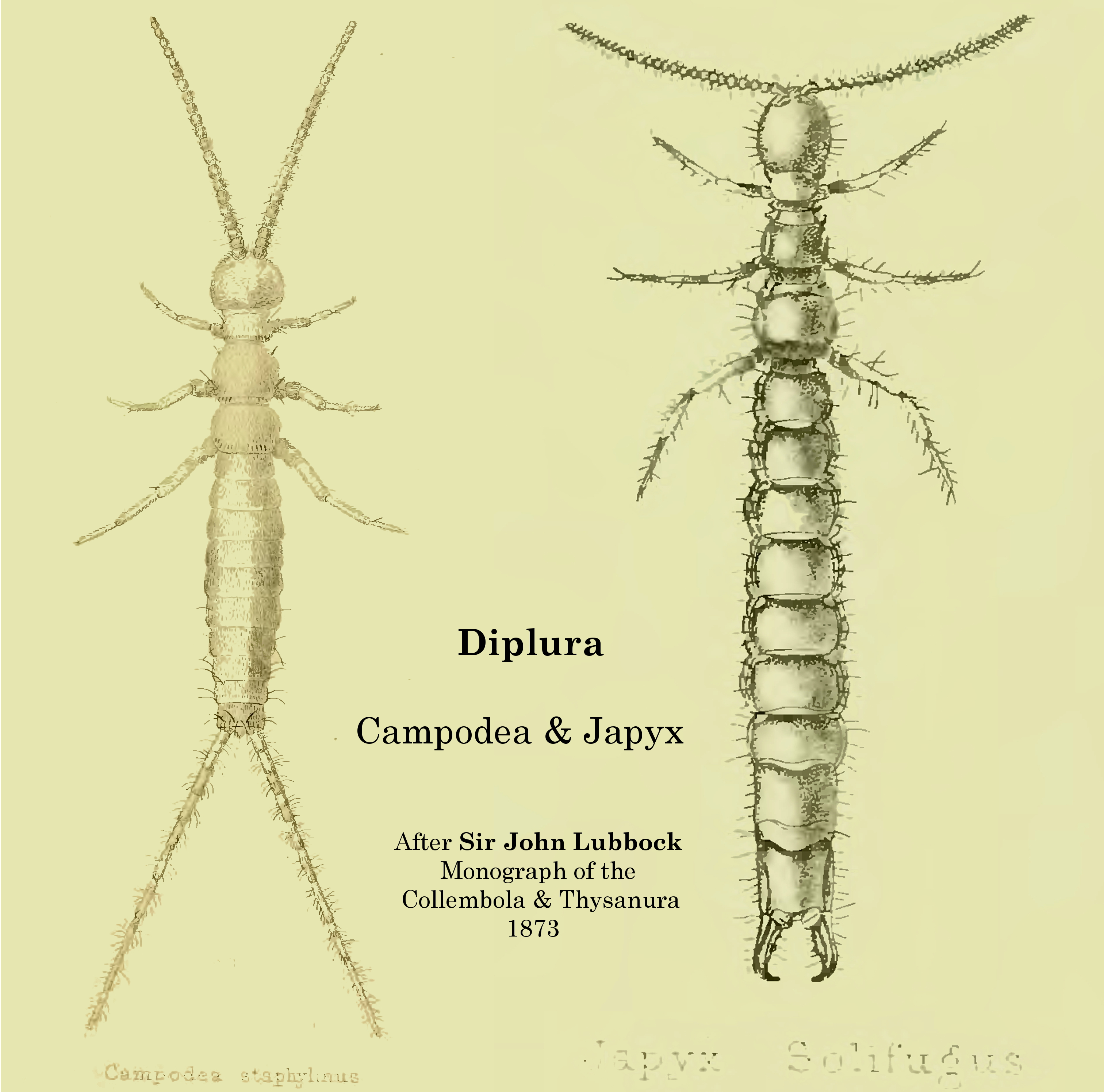
감각분비 기능이 있는 꼬리털과 사냥용으로 사용되는 겸자 모양의 꼬리털을 가진 두 가지 형태의 좀붙이류의 삽화